# 자우르치

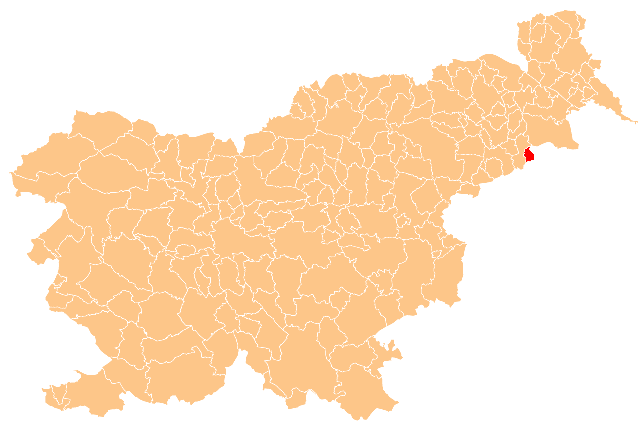
자우르치의 위치

자우르치(슬로베니아어: Zavrč, 독일어: Sauritsch 자우리치[*])는 슬로베니아의 도시로 면적은 19.3km2, 높이는 240m, 인구는 1,338명(2002년 기준), 인구 밀도는 69.3명/km2이다.